# Эллингворт, Аманда
Аманда Патрисия Виктория Эллингворт, урождённая Нэтчбулл (англ. Amanda Patricia Victoria Ellingworth; родилась 26 июня 1957, Лондон, Великобритания) — британская аристократка, дочь Джона Нэтчбулла, 7-го барона Брэбурна, и Патрисии Маунтбеттен, 2-й графини Маунтбеттен Бирманской. Глава ряда организаций социальной сферы. Известна в первую очередь в связи с тем, что в 1979 году отвергла предложение руки и сердца, сделанное ей Чарльзом, принцем Уэльским (впоследствии королём Великобритании Карлом III).

## Биография
Аманда Нэтчбулл родилась в 1957 году в семье Джона Нэтчбулла, 7-го барона Брэбурна, и Патрисии Маунтбетен (с 1979 года 2-й графини Маунтбеттен Бирманской suo jure). Предки Аманды по отцу с XVII века были баронетами, с 1880 года заседали в Палате лордов как бароны Брэбурн. По матери Аманда состоит в близком родстве с британской королевской семьёй: принц Филипп был её двоюродным дядей, а король Карл III приходится ей троюродным братом. Мать Аманды была крёстной матерью Карла.
Аманда получила образование в школах Бененден (Грэнбрук, Кент, Англия) и Гордонстоун (Элгин, Морей, Шотландия), позже училась в университетах Кента (там она получила степень бакалавра искусств в 1979 году) и Пекина, в Голдсмит-колледже Лондонского университета.
Известно, что дед Аманды Луис Маунтбеттен, 1-й граф Маунтбеттен Бирманский, хотел выдать её за принца Чарльза (впоследствии короля Карла III). Чарльз поддержал эту идею и обсудил её с баронессой Патрисией, но та, хотя и отнеслась с пониманием, предложила пока не поднимать вопрос: Аманда была тогда ещё слишком молода. Планировалось, что Маунтбеттен и его внучка будут сопровождать принца в его поездке в Индию в 1980 году. От этой идеи отказались, так как принц Филипп и барон Брэбурн высказались против. До отъезда принца ирландские террористы взорвали яхту Маунтбеттена (27 августа 1979); погибли он сам, один из братьев Аманды и её бабка по отцу, вдова 6-го барона Брэбурна. Вернувшись из Индии, Чарльз сделал Аманде предложение, но она отказалась. По словам биографа принца Джонатана Димблби, после теракта Аманду особенно страшила перспектива стать членом британской королевской семьи.
Получив образование, Аманда начала работать в социальной сфере — в основном в организациях, которые специализируются на здравоохранении, защите детей, помощи взрослым. Она была председателем Guinness Partnership и Фонда Калдекотта, председателем-основателем Guinness Care and Support. Является директором Plan International, Barnardo’s и больницы на Грейт-Ормонд-стрит.
В 1987 году Аманда стала женой бизнесмена и писателя Чарльза Винсента Эллингворта. В этом браке родились трое сыновей: Люк (1991), Джозеф (1992) и Луис (1995).